# Верстак, Таня
Таня Верстак (англ. Tania Verstak; р. 1942, Тяньцзинь) — победительница конкурса Мисс Австралия (1961) и конкурса Мисс Интернешнл 1962.

## Юность
Таня родилась в городе Тяньцзинь (Китай) в семье Владимира и Валентины Верстак. Они иммигрировали в Австралию и около 10 лет жили в штате Новый Южный Уэльс. Таня стала в 1961 году первой иммигранткой, завоевавшей титул Мисс Австралия.

## Конкурсы красоты
Перед участием в конкурсе «Мисс Интернешнл» она победила в национальном конкурсе, её победа стала изменением Австралийского женского идеала, что можно отнести к смене европейских ценностей на национальные в Австралии, в то время, когда конкурсы красоты были популярны в Австралии.
Она выиграла титул Мисс Интернешнл на конкурсе, прошедшем в Лонг-Бич (Калифорния). Таким образом, её победа привлекла к ней австралийскую общественность. Демонстрируя свою гордость и красоту Таня Верстак является воплощением совершенной женственности и воплотила образ Австралии как современной нации, хотя, образно говоря, она была «новой австралийкой».
В рамках представления Австралии как «международной державы», Таня надела на конкурсе австралийский «национальный костюм» в котором не было британской символики. В то время как её предшественница носила костюм британской наездницы, Верстак надела специально созданное жёлтое платье расшитое венком из австралийских диких цветов и держала в руках жёлтый зонтик.
Таня вышла замуж за бизнесмена из Перта Питера Янга, их дочь — известная австралийская актриса Нина Янг.